# Heterixalus punctatus
Heterixalus punctatus är en groddjursart som beskrevs av Frank Glaw och Miguel Vences 1994. Heterixalus punctatus ingår i släktet Heterixalus och familjen gräsgrodor. IUCN kategoriserar arten globalt som livskraftig. Inga underarter finns listade i Catalogue of Life.